# Liste der Nummer-eins-Hits in Australien (2024)
Dies ist eine Liste der Nummer-eins-Hits in Australien im Jahr 2024. Es liegen die offiziellen Top-50-Single- und Albumcharts der Australian Recording Industry Association (ARIA) zugrunde. Sie basieren auf den Verkäufen von Songs und Alben in Australien sowie bei den Singlecharts auch auf den Aufrufen der Lieder bei Musikstreaming-Anbietern.

## Singles
| ← 2023 ← | Liste der Nummer-eins-Hits in Australien | Liste der Nummer-eins-Hits in Australien | Liste der Nummer-eins-Hits in Australien | 2025 →                    |
| \| Zeitraum \| Wo. ges. \| Interpret \| Titel Autor(en) \| Zusätzliche Informationen \| \| (Zeitraum, Wochen auf Platz eins, Interpret, Titel, Autor[en], zusätzliche Informationen) \| \| \| \| \| \| ----------------------------------------------------------------------------------------- \| -------- \| ------------------------------- \| ------------------------------------------------------------------------------------------------------------------------------------------------------------------------------------------------------------------------------------------ \| ------------------------- \| \| 1. Januar 2024 – 7. Januar 2024 1 Woche (insgesamt 9) \| 9 \| Mariah Carey \| All I Want for Christmas Is You Walter N. Afanasieff, Mariah Carey \| – \| \| 8. Januar 2024 – 4. Februar 2024 4 Wochen (insgesamt 10) \| 10 \| Jack Harlow \| Lovin on Me Ozan Yildirim, Nik Dejan Frascona, Delbert Michael Greer, Jackman Thomas Harlow, Sean Aaron Momberger, Reginald Nelton, Nickie Jon Pabón \| – \| \| 5. Februar 2024 – 25. Februar 2024 3 Wochen \| 3 \| Noah Kahan \| Stick Season Noah Berkenkamp Kahan \| – \| \| 26. Februar 2024 – 10. März 2024 2 Wochen \| 2 \| Taylor Swift \| Cruel Summer Taylor Alison Swift, Jack Michael Antonoff, Anne Erin Clark \| – \| \| 11. März 2024 – 21. April 2024 6 Wochen \| 6 \| Benson Boone \| Beautiful Things Benson James Boone, Evan Robert Eliiot Blair, Jackson Lafrantz Larsen \| – \| \| 22. April 2024 – 28. April 2024 1 Woche \| 1 \| Hozier \| Too Sweet Stuart Daniel Johnson, Daniel Nathan Krieger, Daniel Tannenbaum, Sergiu Adrian Gherman, Peter C. Gonzales, Andrew John Hozier-Byrne, Tyler Reese Mehlenbacher \| – \| \| 29. April 2024 – 12. Mai 2024 2 Wochen \| 2 \| Taylor Swift feat. Post Malone \| Fortnight Jack Michael Antonoff, Taylor Alison Swift, Austin Richard Post \| – \| \| 13. Mai 2024 – 19. Mai 2024 1 Woche \| 1 \| Sabrina Carpenter \| Espresso Sabrina Annlynn Carpenter, Julian Collin Bunetta, Stephanie Nicole Jones, Amy Rose Allen \| – \| \| 20. Mai 2024 – 26. Mai 2024 1 Woche \| 1 \| Post Malone feat. Morgan Wallen \| I Had Some Help Austin Richard Post, Louis Russell Bell, Ashley Glenn Gorley, Jonathan Joseph Hoskins, Ernest Keith Smith, Ryan Vojtesak, Morgan Cole Wallen, Chandler Paul Walters \| – \| \| 27. Mai 2024 – 9. Juni 2024 2 Wochen \| 2 \| Tommy Richman \| Million Dollar Baby Thomas Anatole Richman, Emmanuel C. Arah, Kavian Salehi, Jonah Ronson Roy, Terrance E. Davis, Maxwell Vossberg, Gideon Abate Endalkachew \| – \| \| 10. Juni 2024 – 23. Juni 2024 2 Wochen \| 2 \| Eminem \| Houdini Anne Jennifer Dudley, Jeffrey Irwin Bass, Kevin Dean Bell, Malcolm Robert Andrew McLaren, Marshall Bruce Mathers III, Steven Haworth Miller, Trevor Charles Horn \| – \| \| 24. Juni 2024 – 7. Juli 2024 2 Wochen \| 2 \| Sabrina Carpenter \| Please Please Please Amy Rose Allen, Jack Michael Antonoff, Sabrina Annlynn Carpenter \| – \| \| 8. Juli 2024 – 11. August 2024 5 Wochen \| 5 \| Shaboozey \| A Bar Song (Tipsy) Chibueze Collins Obinna, Nevin Sastry, Sean Cook, Jerrel C. Jones, Joe Anthony Kent, Mark Allen Williams \| – \| \| 12. August 2024 – 18. August 2024 1 Woche \| 1 \| Charli XCX feat. Billie Eilish \| Guess Dylan Marshall Brady, Charlotte Emma Aitchison, Billie Eilish O’Connell, Finneas Baird O’Connell, Harrison Patrick Smith \| – \| \| 19. August 2024 – 1. September 2024 2 Wochen \| 2 \| Billie Eilish \| Birds of a Feather Finneas Baird O’Connell, Billie Eilish O’Connell \| – \| \| 2. September 2024 – 27. Oktober 2024 8 Wochen \| 8 \| Sabrina Carpenter \| Taste Julian Collin Bunetta, John Henry Ryan II, Sabrina Annlynn Carpenter, Julia Carin Michaels, Ian Eric Kirkpatrick, Amy Rose Allen \| – \| \| 28. Oktober 2024 – 17. November 2024 3 Wochen (insgesamt 14) \| 14 \| Rosé & Bruno Mars \| Apt. Theron Makiel Thomas, Philip Martin Lawrence II, Michael Donald Chapman, Peter Gene Hernandez, Christopher Steven Brown, Rogét Lufti Chahayed, Park Chae-young, Nicholas Barry Chinn, Omer Fedi, Henry Russell Walter, Amy Rose Allen \| – \| \| 18. November 2024 – 1. Dezember 2024 2 Wochen \| 2 \| Gracie Abrams \| That’s So True Gracie Madigan Abrams, Audrey Hobert \| – \| \| 2. Dezember 2024 – 29. Dezember 2024 4 Wochen (insgesamt 14) \| 14 \| Rosé & Bruno Mars \| Apt. Theron Makiel Thomas, Philip Martin Lawrence II, Michael Donald Chapman, Peter Gene Hernandez, Christopher Steven Brown, Rogét Lufti Chahayed, Park Chae-young, Nicholas Barry Chinn, Omer Fedi, Henry Russell Walter, Amy Rose Allen \| – \| \| 30. Dezember 2024 – 5. Januar 2025 1 Woche (insgesamt 9) \| 9 \| Mariah Carey \| All I Want for Christmas Is You Walter N. Afanasieff, Mariah Carey \| – \| |                                          |                                          | |                           |
| ← 2023 |                                          |                                          | | → 2025 →                  |
| Zeitraum | Wo. ges.                                 | Interpret                                | Titel Autor(en) | Zusätzliche Informationen |
| (Zeitraum, Wochen auf Platz eins, Interpret, Titel, Autor[en], zusätzliche Informationen) |                                          |                                          | |                           |
| 1. Januar 2024 – 7. Januar 2024 1 Woche (insgesamt 9) | 9                                        | Mariah Carey                             | All I Want for Christmas Is You Walter N. Afanasieff, Mariah Carey | –                         |
| 8. Januar 2024 – 4. Februar 2024 4 Wochen (insgesamt 10) | 10                                       | Jack Harlow                              | Lovin on Me Ozan Yildirim, Nik Dejan Frascona, Delbert Michael Greer, Jackman Thomas Harlow, Sean Aaron Momberger, Reginald Nelton, Nickie Jon Pabón                                                                                       | –                         |
| 5. Februar 2024 – 25. Februar 2024 3 Wochen | 3                                        | Noah Kahan                               | Stick Season Noah Berkenkamp Kahan | –                         |
| 26. Februar 2024 – 10. März 2024 2 Wochen | 2                                        | Taylor Swift                             | Cruel Summer Taylor Alison Swift, Jack Michael Antonoff, Anne Erin Clark | –                         |
| 11. März 2024 – 21. April 2024 6 Wochen | 6                                        | Benson Boone                             | Beautiful Things Benson James Boone, Evan Robert Eliiot Blair, Jackson Lafrantz Larsen | –                         |
| 22. April 2024 – 28. April 2024 1 Woche | 1                                        | Hozier                                   | Too Sweet Stuart Daniel Johnson, Daniel Nathan Krieger, Daniel Tannenbaum, Sergiu Adrian Gherman, Peter C. Gonzales, Andrew John Hozier-Byrne, Tyler Reese Mehlenbacher                                                                    | –                         |
| 29. April 2024 – 12. Mai 2024 2 Wochen | 2                                        | Taylor Swift feat. Post Malone           | Fortnight Jack Michael Antonoff, Taylor Alison Swift, Austin Richard Post | –                         |
| 13. Mai 2024 – 19. Mai 2024 1 Woche | 1                                        | Sabrina Carpenter                        | Espresso Sabrina Annlynn Carpenter, Julian Collin Bunetta, Stephanie Nicole Jones, Amy Rose Allen | –                         |
| 20. Mai 2024 – 26. Mai 2024 1 Woche | 1                                        | Post Malone feat. Morgan Wallen          | I Had Some Help Austin Richard Post, Louis Russell Bell, Ashley Glenn Gorley, Jonathan Joseph Hoskins, Ernest Keith Smith, Ryan Vojtesak, Morgan Cole Wallen, Chandler Paul Walters                                                        | –                         |
| 27. Mai 2024 – 9. Juni 2024 2 Wochen | 2                                        | Tommy Richman                            | Million Dollar Baby Thomas Anatole Richman, Emmanuel C. Arah, Kavian Salehi, Jonah Ronson Roy, Terrance E. Davis, Maxwell Vossberg, Gideon Abate Endalkachew                                                                               | –                         |
| 10. Juni 2024 – 23. Juni 2024 2 Wochen | 2                                        | Eminem                                   | Houdini Anne Jennifer Dudley, Jeffrey Irwin Bass, Kevin Dean Bell, Malcolm Robert Andrew McLaren, Marshall Bruce Mathers III, Steven Haworth Miller, Trevor Charles Horn                                                                   | –                         |
| 24. Juni 2024 – 7. Juli 2024 2 Wochen | 2                                        | Sabrina Carpenter                        | Please Please Please Amy Rose Allen, Jack Michael Antonoff, Sabrina Annlynn Carpenter | –                         |
| 8. Juli 2024 – 11. August 2024 5 Wochen | 5                                        | Shaboozey                                | A Bar Song (Tipsy) Chibueze Collins Obinna, Nevin Sastry, Sean Cook, Jerrel C. Jones, Joe Anthony Kent, Mark Allen Williams | –                         |
| 12. August 2024 – 18. August 2024 1 Woche | 1                                        | Charli XCX feat. Billie Eilish           | Guess Dylan Marshall Brady, Charlotte Emma Aitchison, Billie Eilish O’Connell, Finneas Baird O’Connell, Harrison Patrick Smith | –                         |
| 19. August 2024 – 1. September 2024 2 Wochen | 2                                        | Billie Eilish                            | Birds of a Feather Finneas Baird O’Connell, Billie Eilish O’Connell | –                         |
| 2. September 2024 – 27. Oktober 2024 8 Wochen | 8                                        | Sabrina Carpenter                        | Taste Julian Collin Bunetta, John Henry Ryan II, Sabrina Annlynn Carpenter, Julia Carin Michaels, Ian Eric Kirkpatrick, Amy Rose Allen | –                         |
| 28. Oktober 2024 – 17. November 2024 3 Wochen (insgesamt 14) | 14                                       | Rosé & Bruno Mars                        | Apt. Theron Makiel Thomas, Philip Martin Lawrence II, Michael Donald Chapman, Peter Gene Hernandez, Christopher Steven Brown, Rogét Lufti Chahayed, Park Chae-young, Nicholas Barry Chinn, Omer Fedi, Henry Russell Walter, Amy Rose Allen | –                         |
| 18. November 2024 – 1. Dezember 2024 2 Wochen | 2                                        | Gracie Abrams                            | That’s So True Gracie Madigan Abrams, Audrey Hobert | –                         |
| 2. Dezember 2024 – 29. Dezember 2024 4 Wochen (insgesamt 14) | 14                                       | Rosé & Bruno Mars                        | Apt. Theron Makiel Thomas, Philip Martin Lawrence II, Michael Donald Chapman, Peter Gene Hernandez, Christopher Steven Brown, Rogét Lufti Chahayed, Park Chae-young, Nicholas Barry Chinn, Omer Fedi, Henry Russell Walter, Amy Rose Allen | –                         |
| 30. Dezember 2024 – 5. Januar 2025 1 Woche (insgesamt 9) | 9                                        | Mariah Carey                             | All I Want for Christmas Is You Walter N. Afanasieff, Mariah Carey | –                         |

## Alben
| ← 2023 ← | Liste der Nummer-eins-Hits in Australien | Liste der Nummer-eins-Hits in Australien | Liste der Nummer-eins-Hits in Australien | 2025 →                    |
| \| Zeitraum \| Wo. ges. \| Interpret \| Titel \| Zusätzliche Informationen \| \| (Zeitraum, Wochen auf Platz eins, Interpret, Titel, zusätzliche Informationen) \| \| \| \| \| \| ------------------------------------------------------------------------------ \| -------- \| -------------------------- \| --------------------------------------- \| ------------------------- \| \| 6. November 2023 – 21. Januar 2024 11 Wochen (insgesamt 14) \| 14 \| Taylor Swift \| 1989 (Taylor’s Version) \| – \| \| 22. Januar 2024 – 28. Januar 2024 1 Woche \| 1 \| 21 Savage \| American Dream \| – \| \| 29. Januar 2024 – 18. Februar 2024 3 Wochen (insgesamt 14) \| 14 \| Taylor Swift \| 1989 (Taylor’s Version) \| – \| \| 19. Februar 2024 – 25. Februar 2024 1 Woche \| 1 \| Kanye West & Ty Dolla Sign \| Vultures 1 \| – \| \| 26. Februar 2024 – 10. März 2024 2 Wochen (insgesamt 16) \| 16 \| Taylor Swift \| Midnights \| – \| \| 11. März 2024 – 17. März 2024 1 Woche (insgesamt 3) \| 3 \| Taylor Swift \| Lover \| – \| \| 18. März 2024 – 7. April 2024 3 Wochen (insgesamt 4) \| 4 \| Ariana Grande \| Eternal Sunshine \| – \| \| 8. April 2024 – 21. April 2024 2 Wochen \| 2 \| Beyoncé \| Cowboy Carter \| – \| \| 22. April 2024 – 28. April 2024 1 Woche (insgesamt 3) \| 3 \| Taylor Swift \| Lover \| – \| \| 29. April 2024 – 26. Mai 2024 4 Wochen (insgesamt 8) \| 8 \| Taylor Swift \| The Tortured Poets Department \| – \| \| 27. Mai 2024 – 2. Juni 2024 1 Woche (insgesamt 6) \| 6 \| Billie Eilish \| Hit Me Hard and Soft \| – \| \| 3. Juni 2024 – 9. Juni 2024 1 Woche \| 1 \| Twenty One Pilots \| Clancy \| – \| \| 10. Juni 2024 – 30. Juni 2024 3 Wochen (insgesamt 6) \| 6 \| Billie Eilish \| Hit Me Hard and Soft \| – \| \| 1. Juli 2024 – 7. Juli 2024 1 Woche (insgesamt 3) \| 3 \| Gracie Abrams \| The Secret of Us \| – \| \| 8. Juli 2024 – 14. Juli 2024 1 Woche (insgesamt 8) \| 8 \| Taylor Swift \| The Tortured Poets Department \| – \| \| 15. Juli 2024 – 21. Juli 2024 1 Woche (insgesamt 6) \| 6 \| Billie Eilish \| Hit Me Hard and Soft \| – \| \| 22. Juli 2024 – 4. August 2024 2 Wochen \| 2 \| Eminem \| The Death of Slim Shady (Coup de Grâce) \| – \| \| 5. August 2024 – 11. August 2024 1 Woche \| 1 \| Lime Cordiale \| Enough of the Sweet Talk \| – \| \| 12. August 2024 – 18. August 2024 1 Woche \| 1 \| Tones and I \| Beautifully Ordinary \| – \| \| 19. August 2024 – 25. August 2024 1 Woche \| 1 \| Amy Shark \| Sunday Sadness \| – \| \| 26. August 2024 – 1. September 2024 1 Woche \| 1 \| Cold Chisel \| 50 Years – The Best Of \| – \| \| 2. September 2024 – 15. September 2024 2 Wochen (insgesamt 13) \| 13 \| Sabrina Carpenter \| Short n’ Sweet \| – \| \| 16. September 2024 – 22. September 2024 1 Woche \| 1 \| Missy Higgins \| The Second Act \| – \| \| 23. September 2024 – 20. Oktober 2024 4 Wochen (insgesamt 13) \| 13 \| Sabrina Carpenter \| Short n’ Sweet \| – \| \| 21. Oktober 2024 – 27. Oktober 2024 1 Woche \| 1 \| Charli xcx \| Brat \| – \| \| 28. Oktober 2024 – 3. November 2024 1 Woche \| 1 \| Kylie Minogue \| Tension II \| – \| \| 4. November 2024 – 17. November 2024 2 Wochen \| 2 \| Tyler, the Creator \| Chromakopia \| – \| \| 18. November 2024 – 24. November 2024 1 Woche \| 1 \| Coldplay \| Moon Music \| – \| \| 25. November 2024 – 1. Dezember 2024 1 Woche \| 1 \| Linkin Park \| From Zero \| – \| \| 2. Dezember 2024 – 8. Dezember 2024 1 Woche (insgesamt 2) \| 2 \| Kendrick Lamar \| GNX \| – \| \| 9. Dezember 2024 – 29. Dezember 2024 3 Wochen (insgesamt 8) \| 8 \| Taylor Swift \| The Tortured Poets Department \| – \| \| 30. Dezember 2024 – 26. Januar 2025 4 Wochen (insgesamt 13) \| 13 \| Sabrina Carpenter \| Short n’ Sweet \| – \| |                                          |                                          |                                          |                           |
| ← 2023 |                                          |                                          |                                          | → 2025 →                  |
| Zeitraum | Wo. ges.                                 | Interpret                                | Titel                                    | Zusätzliche Informationen |
| (Zeitraum, Wochen auf Platz eins, Interpret, Titel, zusätzliche Informationen) |                                          |                                          |                                          |                           |
| 6. November 2023 – 21. Januar 2024 11 Wochen (insgesamt 14) | 14                                       | Taylor Swift                             | 1989 (Taylor’s Version)                  | –                         |
| 22. Januar 2024 – 28. Januar 2024 1 Woche | 1                                        | 21 Savage                                | American Dream                           | –                         |
| 29. Januar 2024 – 18. Februar 2024 3 Wochen (insgesamt 14) | 14                                       | Taylor Swift                             | 1989 (Taylor’s Version)                  | –                         |
| 19. Februar 2024 – 25. Februar 2024 1 Woche | 1                                        | Kanye West & Ty Dolla Sign               | Vultures 1                               | –                         |
| 26. Februar 2024 – 10. März 2024 2 Wochen (insgesamt 16) | 16                                       | Taylor Swift                             | Midnights                                | –                         |
| 11. März 2024 – 17. März 2024 1 Woche (insgesamt 3) | 3                                        | Taylor Swift                             | Lover                                    | –                         |
| 18. März 2024 – 7. April 2024 3 Wochen (insgesamt 4) | 4                                        | Ariana Grande                            | Eternal Sunshine                         | –                         |
| 8. April 2024 – 21. April 2024 2 Wochen | 2                                        | Beyoncé                                  | Cowboy Carter                            | –                         |
| 22. April 2024 – 28. April 2024 1 Woche (insgesamt 3) | 3                                        | Taylor Swift                             | Lover                                    | –                         |
| 29. April 2024 – 26. Mai 2024 4 Wochen (insgesamt 8) | 8                                        | Taylor Swift                             | The Tortured Poets Department            | –                         |
| 27. Mai 2024 – 2. Juni 2024 1 Woche (insgesamt 6) | 6                                        | Billie Eilish                            | Hit Me Hard and Soft                     | –                         |
| 3. Juni 2024 – 9. Juni 2024 1 Woche | 1                                        | Twenty One Pilots                        | Clancy                                   | –                         |
| 10. Juni 2024 – 30. Juni 2024 3 Wochen (insgesamt 6) | 6                                        | Billie Eilish                            | Hit Me Hard and Soft                     | –                         |
| 1. Juli 2024 – 7. Juli 2024 1 Woche (insgesamt 3) | 3                                        | Gracie Abrams                            | The Secret of Us                         | –                         |
| 8. Juli 2024 – 14. Juli 2024 1 Woche (insgesamt 8) | 8                                        | Taylor Swift                             | The Tortured Poets Department            | –                         |
| 15. Juli 2024 – 21. Juli 2024 1 Woche (insgesamt 6) | 6                                        | Billie Eilish                            | Hit Me Hard and Soft                     | –                         |
| 22. Juli 2024 – 4. August 2024 2 Wochen | 2                                        | Eminem                                   | The Death of Slim Shady (Coup de Grâce)  | –                         |
| 5. August 2024 – 11. August 2024 1 Woche | 1                                        | Lime Cordiale                            | Enough of the Sweet Talk                 | –                         |
| 12. August 2024 – 18. August 2024 1 Woche | 1                                        | Tones and I                              | Beautifully Ordinary                     | –                         |
| 19. August 2024 – 25. August 2024 1 Woche | 1                                        | Amy Shark                                | Sunday Sadness                           | –                         |
| 26. August 2024 – 1. September 2024 1 Woche | 1                                        | Cold Chisel                              | 50 Years – The Best Of                   | –                         |
| 2. September 2024 – 15. September 2024 2 Wochen (insgesamt 13) | 13                                       | Sabrina Carpenter                        | Short n’ Sweet                           | –                         |
| 16. September 2024 – 22. September 2024 1 Woche | 1                                        | Missy Higgins                            | The Second Act                           | –                         |
| 23. September 2024 – 20. Oktober 2024 4 Wochen (insgesamt 13) | 13                                       | Sabrina Carpenter                        | Short n’ Sweet                           | –                         |
| 21. Oktober 2024 – 27. Oktober 2024 1 Woche | 1                                        | Charli xcx                               | Brat                                     | –                         |
| 28. Oktober 2024 – 3. November 2024 1 Woche | 1                                        | Kylie Minogue                            | Tension II                               | –                         |
| 4. November 2024 – 17. November 2024 2 Wochen | 2                                        | Tyler, the Creator                       | Chromakopia                              | –                         |
| 18. November 2024 – 24. November 2024 1 Woche | 1                                        | Coldplay                                 | Moon Music                               | –                         |
| 25. November 2024 – 1. Dezember 2024 1 Woche | 1                                        | Linkin Park                              | From Zero                                | –                         |
| 2. Dezember 2024 – 8. Dezember 2024 1 Woche (insgesamt 2) | 2                                        | Kendrick Lamar                           | GNX                                      | –                         |
| 9. Dezember 2024 – 29. Dezember 2024 3 Wochen (insgesamt 8) | 8                                        | Taylor Swift                             | The Tortured Poets Department            | –                         |
| 30. Dezember 2024 – 26. Januar 2025 4 Wochen (insgesamt 13) | 13                                       | Sabrina Carpenter                        | Short n’ Sweet                           | –                         |

## Jahreshitparaden
| ← 2023 ← | Liste der Nummer-eins-Hits in Australien | Liste der Nummer-eins-Hits in Australien   | Liste der Nummer-eins-Hits in Australien | 2025 →   |
| \| Singles \| Position# \| Alben \| \| ------------------------------------------------------------------------------------------------------------------------------------------------------------------------------------------------------------------- \| --------- \| ------------------------------------------ \| \| Beautiful Things Benson Boone Benson James Boone, Evan Robert Eliiot Blair, Jackson Lafrantz Larsen \| 1 \| The Tortured Poets Department Taylor Swift \| \| A Bar Song (Tipsy) Shaboozey Chibueze Collins Obinna, Nevin Sastry, Sean Cook, Jerrel C. Jones, Joe Anthony Kent, Mark Allen Williams \| 2 \| Hit Me Hard and Soft Billie Eilish \| \| Espresso Sabrina Carpenter Sabrina Annlynn Carpenter, Julian Collin Bunetta, Stephanie Nicole Jones, Amy Rose Allen \| 3 \| Short n’ Sweet Sabrina Carpenter \| \| Stick Season Noah Kahan Noah Berkenkamp Kahan \| 4 \| The Highlights The Weeknd \| \| Lose Control Teddy Swims Joshua Emanuel Coleman, Julian Collin Bunetta, Jaten Collin Dimsdale, John Stephen Sudduth, Marco Antonio Rodriguez Diaz Jr. \| 5 \| 1989 (Taylor’s Version) Taylor Swift \| \| Birds of a Feather Billie Eilish Finneas Baird O’Connell, Billie Eilish O’Connell \| 6 \| SOS SZA \| \| I Had Some Help Post Malone feat. Morgan Wallen Austin Richard Post, Louis Russell Bell, Ashley Glenn Gorley, Jonathan Joseph Hoskins, Ernest Keith Smith, Ryan Vojtesak, Morgan Cole Wallen, Chandler Paul Walters \| 7 \| Lover Taylor Swift \| \| Too Sweet Hozier Stuart Daniel Johnson, Daniel Nathan Krieger, Daniel Tannenbaum, Sergiu Adrian Gherman, Peter C. Gonzales, Andrew John Hozier-Byrne, Tyler Reese Mehlenbacher \| 8 \| One Thing at a Time Morgan Wallen \| \| Cruel Summer Taylor Swift Taylor Alison Swift, Jack Michael Antonoff, Anne Erin Clark \| 9 \| Guts Olivia Rodrigo \| \| Million Dollar Baby Tommy Richman Thomas Anatole Richman, Emmanuel C. Arah, Kavian Salehi, Jonah Ronson Roy, Terrance E. Davis, Maxwell Vossberg, Gideon Abate Endalkachew \| 10 \| Midnights Taylor Swift \| |                                          |                                            |                                          |          |
| ← 2023 |                                          |                                            |                                          | → 2025 → |
| Singles | Position#                                | Alben                                      |                                          |          |
| Beautiful Things Benson Boone Benson James Boone, Evan Robert Eliiot Blair, Jackson Lafrantz Larsen | 1                                        | The Tortured Poets Department Taylor Swift |                                          |          |
| A Bar Song (Tipsy) Shaboozey Chibueze Collins Obinna, Nevin Sastry, Sean Cook, Jerrel C. Jones, Joe Anthony Kent, Mark Allen Williams | 2                                        | Hit Me Hard and Soft Billie Eilish         |                                          |          |
| Espresso Sabrina Carpenter Sabrina Annlynn Carpenter, Julian Collin Bunetta, Stephanie Nicole Jones, Amy Rose Allen | 3                                        | Short n’ Sweet Sabrina Carpenter           |                                          |          |
| Stick Season Noah Kahan Noah Berkenkamp Kahan | 4                                        | The Highlights The Weeknd                  |                                          |          |
| Lose Control Teddy Swims Joshua Emanuel Coleman, Julian Collin Bunetta, Jaten Collin Dimsdale, John Stephen Sudduth, Marco Antonio Rodriguez Diaz Jr. | 5                                        | 1989 (Taylor’s Version) Taylor Swift       |                                          |          |
| Birds of a Feather Billie Eilish Finneas Baird O’Connell, Billie Eilish O’Connell | 6                                        | SOS SZA                                    |                                          |          |
| I Had Some Help Post Malone feat. Morgan Wallen Austin Richard Post, Louis Russell Bell, Ashley Glenn Gorley, Jonathan Joseph Hoskins, Ernest Keith Smith, Ryan Vojtesak, Morgan Cole Wallen, Chandler Paul Walters | 7                                        | Lover Taylor Swift                         |                                          |          |
| Too Sweet Hozier Stuart Daniel Johnson, Daniel Nathan Krieger, Daniel Tannenbaum, Sergiu Adrian Gherman, Peter C. Gonzales, Andrew John Hozier-Byrne, Tyler Reese Mehlenbacher | 8                                        | One Thing at a Time Morgan Wallen          |                                          |          |
| Cruel Summer Taylor Swift Taylor Alison Swift, Jack Michael Antonoff, Anne Erin Clark | 9                                        | Guts Olivia Rodrigo                        |                                          |          |
| Million Dollar Baby Tommy Richman Thomas Anatole Richman, Emmanuel C. Arah, Kavian Salehi, Jonah Ronson Roy, Terrance E. Davis, Maxwell Vossberg, Gideon Abate Endalkachew | 10                                       | Midnights Taylor Swift                     |                                          |          |